# Depression Quest
Depression Quest é um jogo de ficção interativa que lida com o tema da depressão. Foi desenvolvido por Zoe Quinn usando o motor de desenvolvimento de jogos Twine, com escrita por David Lindsey e música por Isaac Schankler. Foi primeiramente lançado para a web em 14 de fevereiro de 2013, e para o Steam em 11 de agosto de 2014.
O jogo conta a história de um homem sofrendo de depressão e suas tentativas de lidar com esta aflição. Foi criado para ampliar o entendimento sobre a depressão. Depression Quest pode ser jogado de graça, e tem um modelo de preço pague-quanto-quiser. A National Suicide Prevention Lifeline recebe parte do dinheiro obtido.
Depression Quest foi aclamado pela crítica por sua representação da depressão e valor educacional. O jogo foi notado por divergir do uso mainstream de video games como mídia. A recepção popular foi mais mista e Quinn recebeu ameaças e assédio de pessoas que desaprovaram o jogo. Falsas alegações[carece de fontes?] de que o jogo recebeu review positivo de um jornalista em relacionamento com Quinn disparou a controvérsia Gamergate.

## Jogabilidade
Depression Quest é um jogo de ficção alternativa que apresenta descrições de várias situações e põe o jogador a escolher sua resposta. Além disso, a maioria das páginas exibe um conjunto de imagens estáticas e música atmosférica. O jogo tem 40 mil palavras e 5 possíveis fins.
Os jogadores assumem o papel de um homem sofrendo de depressão, e a história centra-se em sua vida diária, incluindo encontros no trabalho e sua relação com a namorada. A história também expõe vários tratamentos para a depressão. Os jogadores são periodicamente deparados com escolhas que alteram o curso de sua história. Para fazer uma escolha, o jogador deve clicar no hyperlink correspondente. Entretanto, escolhas são cruzadas e não podem ser clicadas, um mecanismo que Depression Quest usa para representar o estado mental do personagem, e o fato de que decisões lógicas podem não estar disponíveis para ele. Abaixo das escolhas apresentadas ao jogador, há conjuntos de afirmativas acerca do personagem, incluindo seu nível de depressão, se está ou não em terapia, e se está ou não medicando-se.